# Latente Wärme
Als latente Wärme (lateinisch latens ‚verborgen‘) bezeichnet man vorwiegend in der Meteorologie und der Versorgungstechnik die bei einem Phasenübergang erster Ordnung aufgenommene oder abgegebene Enthalpie in der Einheit Joule. Der in der Thermodynamik dafür verwendete Fachbegriff lautet Umwandlungsenthalpie, da beim Einsetzen eines Phasenübergang im offenen System bei einem Einkomponentensystem (beispielsweise) beim Phasenübergang Gas-Flüssigkeit (verflüssigen) der Druck im System (isobar) und die Temperatur (isotherm) konstant bleibt, bis das Gas vollständig verflüssigt wurde. Hierbei wird das spezifische Volumen erniedrigt.
Ein Sonderfall ist das Verwenden von Kältemittelgemischen. Hier können die Kältemittelkomponenten unterschiedliche Siedepunkte haben was beim Verdichten bzw. Expandieren zu unterschiedlichen Phasenwechsel-Temperaturen führt. Daher kann sich dort auch ein Temperaturgleit entlang einer isobaren Verflüssigung einstellen.
In der Thermodynamik wird je nach Art des Phasenübergangs zwischen Sublimations-, Schmelz-, Verdampfungs- oder Kondensationsenthalpie unterschieden. Der Begriff der latenten Wärme ist aus thermodynamischer Sicht veraltet, da Wärme neben Arbeit als Übertragungsgröße von Energie über die Systemgrenze eines thermodynamischen Systems definiert ist.
Dagegen heißt die für eine Temperaturerhöhung aufgebrachte Energie umgangssprachlich Sensible oder fühlbare Wärme. In der Thermodynamik lautet der dafür verwendete Fachbegriff thermische Energie. Ihr Verhältnis zur latenten Wärme wird Bowen-Verhältnis genannt.

## Beispiele
- Phasenübergang flüssig ↔ gasförmig: Bis zum Siedepunkt erhitztes Wasser hat bis dahin thermische Energie aufgenommen. Bei weiterer Energiezufuhr wird das Wasser nicht heißer, sondern verdampft unter erheblicher Volumenzunahme. Als Dampf enthält das Wasser mehr Energie als vorher in flüssiger Form, obwohl der Dampf nicht heißer ist. Bei der Kondensation des Wasserdampfs zu flüssigem Wasser wird die Energie wieder frei, wobei die Temperatur konstant bleibt (isothermer Prozess) und das Volumen abnimmt. Die vom Betrag her identische Energiemenge heißt beim Verdampfen Verdampfungsenthalpie und beim Verflüssigen Kondensationsenthalpie; lediglich die Vorzeichen unterscheiden sich.
- Beim Phasenübergang fest ↔ flüssig heißt die aufzuwendende oder freiwerdende Energie je nach Richtung Schmelzenthalpie bzw. Kristallisationsenthalpie.

## Ursache
Die molekulare Struktur von Stoffen liefert die Erklärung, weshalb trotz der Zu- oder Abfuhr von Energie keine Temperaturänderung zustande kommt. Auf die Verdampfungsenthalpie angewandt bedeutet das: Die Moleküle einer Flüssigkeit liegen viel dichter beisammen als in einem Gas. Folglich muss bei der Verdampfung der Abstand zwischen den Molekülen vergrößert werden, was mit einer Zunahme der potentiellen Energie (Epot) einhergeht. Die dazu notwendige Arbeit wird von der zugeführten Wärmemenge verrichtet.
Eine positive Temperaturänderung entspricht hingegen der kinetischen Gastheorie zufolge einer Zunahme der kinetischen Energie Ekin der Moleküle, was nicht direkt mit einer Abstandszunahme einhergeht.
Dieselbe Argumentation gilt auch für die Schmelz- und die Kristallisationsenthalpie:
Wenn eine kristalline Substanz zu schmelzen beginnt, nähert sie sich sehr schnell einem neuen, und zwar dem wahrscheinlichsten Zustand. Das ist der Makrozustand mit der größten Anzahl unterschiedlicher Anordnungsmöglichkeiten (Mikrozustände) der Teilchen. Vom energetischen Standpunkt aus ist die Aufteilung zwischen Ekin und Epot nicht festgelegt. Aber in einem Zustand höherer potenzieller Energie können sich die Gitterbausteine von ihren Plätzen entfernen. Dies ermöglicht eine sehr große Anzahl neuer räumlicher Anordnungen und macht daher diesen Zustand wahrscheinlicher als einen mit hoher kinetischer Energie. Zugeführte Energie wird also so lange in potenzielle umgewandelt, wie neue Mikrozustände gebildet werden können. Da nur Stöße Energie auf ein Thermometer übertragen können, die Bewegungsenergie während des Schmelzens aber nicht ansteigt, bleibt die Temperatur konstant.

## Bedeutung
Die latente Wärme spielt vor allem in der Meteorologie eine wichtige Rolle, in Bezug auf die Phasenübergänge des Wassers in der Erdatmosphäre. Auf einer feuchten Erdoberfläche oder gar Wasserfläche wird ein Großteil der Sonnenenergie in die Verdunstung von Wasser investiert. Dabei werden bei 20 °C etwa 2450 Kilojoule pro Kilogramm Wasser umgesetzt. Eine Änderung der Lufttemperatur tritt dabei nicht auf, die Energie wird also sozusagen im gasförmigen Aggregatzustand des Wassers gespeichert.
Da diese Speicherung reversibel ist, wird die gleiche Energiemenge wieder frei, wenn ein aufsteigendes Luftpaket das Kondensationsniveau erreicht und der Wasserdampf kondensiert. Die ursprünglich am Boden durch die Sonneneinstrahlung bereitgestellte Energie wird also in größeren Höhen wieder frei und trägt dort zu einer Temperaturerhöhung bei. Dadurch kommt es zur Ausbildung eines feuchtadiabatischen Temperaturgradienten, die Atmosphäre wird also nach oben langsamer kälter, als ohne die latente Wärme bei einem trockenadiabatischen Gradienten zu erwarten wäre.
Latente Energie ist Ursache der außerordentlich hohen Wärmeleitung eines Wärmerohres.